# فلورین تانسه
فلورین تانسه (انگلیسی: Florin Tănase؛ زادهٔ ۳۰ دسامبر ۱۹۹۴) بازیکن فوتبال اهل رومانی است.
از باشگاه‌هایی که در آن بازی کرده‌است می‌توان به باشگاه فوتبال استوا بخارست، باشگاه فوتبال الجزیره، باشگاه فوتبال الاخدود، باشگاه فوتبال ولونتر، و باشگاه فوتبال ویتورول کنستانتسا اشاره کرد.
وی همچنین در تیم‌های ملی فوتبال زیر ۲۱ سال رومانی و رومانی بازی کرده‌است.